# Paracolletes robustus
Paracolletes robustus är en biart som beskrevs av Cockerell 1929. Paracolletes robustus ingår i släktet Paracolletes och familjen korttungebin. Inga underarter finns listade i Catalogue of Life.